# Serhiy Fedorov
Serhiy Vladyslavovych Fedorov  - em ucraniano, Сергій Владиславович Федоров (Mykolaiv, 18 de fevereiro de 1975) é um ex-futebolista ucraniano que atuava como lateral-esquerdo.

## Carreira
Revelado pelo Dínamo de Kiev em 1993, Fedorov jogou apenas uma partida pela equipe antes de assinar com o CSKA, clube de menor porte da capital ucraniana, em 1995. Por lá, disputou 39 jogos e marcou um gol.
Voltou ao Dínamo em 1997, desta vez para se firmar na lateral-direita do clube, tendo conquistado 11 títulos. Nesta segunda passagem, Fedorov atuou em 124 partidas e balançou as redes adversárias em 10 oportunidades.
Jogou ainda uma partida pelo Chornomorets Odessa em 2008, que foi, inclusive, a última de sua carreira - encerrada em 2009 após não ter entrado em campo pelo Zirka Kirovohrad. No ano seguinte, tornou-se auxiliar-técnico da mesma equipe.
Em 2013, voltaria ao Dínamo pela terceira vez, desta vez exercendo a mesma função.

## Carreira na Seleção
Pela Seleção Ucraniana de Futebol, onde jogou entre 1999 e 2007, o lateral-direito atuou em 29 jogos e marcou 1 gol.
Convocado por Oleg Blokhin para a Copa de 2006, foi cortado após sofrer uma lesão no quadril. Para seu lugar, foi convocado Oleksandr Yatsenko, com quem Fedorov atuava pelo Dínamo de Kiev.

## Links
- Serhiy Fedorov em National-Football-Teams.com